# Nổi dậy ở Arunachal Pradesh
Nổi dậy ở Arunachal Pradesh là 1 phần nhỏ của cuộc nổi dậy ở đông bắc Ấn Độ có liên quan đến các nhóm quân nổi dậy có mục đích ly khai hoặc gây mất ổn định khu vực này. Bởi vì Arunachal Pradesh là 1 tỉnh ở biên giới nên các dân quân ly khai thường tổ chức các chiến dịch xuyên biên giới để tạo điều kiện cho các hoạt động của mình sau này. Với việc khu vực này đã bị quân đội Trung Quốc đánh chiếm 1 phần vào năm 1962, đã có nhiều ghi nhận về các cuộc tấn công vượt biên của quân Trung Quốc và khiến cho xung đột tại khu vực gia tăng. Xung đột ở khu vực đã xuống rất nhiều kể từ khi cảnh sát bắt giữ các lãnh đạo chủ chốt của phe phiến quân. Cuộc xung đột sau đó vẫn ghi nhận các hoạt động nhỏ vì sự khác biệt trên văn hóa và sắc tộc ở địa phương.
Hội đồng Xã hội chủ nghĩa Thống nhất Arunachal (USCA) là 1 nhóm khủng bố cộng sản nhỏ hoạt động ở khu vực này. Phe này được lãnh đạo bởi Gangte Tugung cho đến khi ông ấy cùng nhiều lãnh đạo USCA bị cảnh sát của tỉnh này bắt giữ vào ngày 10 tháng 8 năm 2005. Ông này đã bị bắt 2 lần  nhưng đều thoát được.

## Liên kết
1. ↑  “Apang rules out Chakma compromise”. www.telegraphindia.com (bằng tiếng Anh). Truy cập ngày 11 tháng 4 năm 2020.
2. 1 2  “Rebels lay down arms before Apang in Arunachal Pradesh - News - Webindia123.com”. news.webindia123.com. Truy cập ngày 11 tháng 4 năm 2020.